# Jan Olesiński
Jan Olesiński (Katowice, 26 settembre 1956) è un ex pentatleta polacco.

## Palmarès
In carriera ha conseguito i seguenti risultati:
- Mondiali:

Zielona Góra 1981: oro nel pentathlon moderno a squadre.